# Roni Wasiry Guará
Roni Wasiry Guará é um educador e escritor brasileiro, de etnia maraguá. Seu livro Olho d'água – O caminho dos sonhos, publicado em 2012, venceu o 8º Concurso Tamoios de Textos de Escritores Indígenas.

## Biografia
Roni Wasiry Guará é descendente de pescadores de etnia maraguá, do Baixo Amazonas. Viveu na região até os 12 anos de idade, aprendendo os costumes e as tradições do seu povo. Graduou-se em Pedagogia Intercultural Indígena pela Universidade do Estado do Amazonas (UEA). A partir de 2008, iniciou um trabalho de contador de histórias que o levou a diversas cidades, como Brasília e São Paulo, dentre outras, e resultou na publicação do seu primeiro livro, O caso da cobra que foi pega pelos pés (2009).
Mudou-se posteriormente para Boa Vista do Ramos, Amazonas, onde trabalha como professor da Casa Familiar Rural (CFR) e também como radiologista.

## Obras
- O caso da cobra que foi pega pelos pés (2009)
- Mondagará – Traição dos encantados (2011)
- Çaiçu-Indé: o primeiro grande amor do mundo (2011)
- Olho d'água – O caminho dos sonhos (2012)
- A árvore da vida (2014)
- Maraguápéyára (2014)